# Pierre Sauvil
 (septembre 2024).
Si vous disposez d'ouvrages ou d'articles de référence ou si vous connaissez des sites web de qualité traitant du thème abordé ici, merci de compléter l'article en donnant les références utiles à sa vérifiabilité et en les liant à la section « Notes et références ».
Pierre Sauvil né le 22 mars 1950 à Paris est un chanteur, parolier, scénariste pour la télévision, auteur de théâtre et romancier français.

## Biographie
Pierre Sauvil, après avoir longtemps écrit pour la radio et la télévision, se consacre dorénavant au théâtre. Toutes ses comédies se conforment au même principe : un sujet grave traité avec légèreté. Sa pièce Soleil pour deux a été traduite en italien et en allemand, et a été jouée en Allemagne. Sous le titre Une femme de trop, il a adapté la pièce de théâtre américaine de Richard Levinson et William Link, Prescription : Murder, qui a généré la célèbre série télévisée Columbo. Pierre Sauvil est également le scénariste du téléfilm Première Neige (Arte, 1999).

## Théâtrographie
- 1995 : Le Portefeuille, mise en scne de Jean-Luc Moreau, Théâtre Saint-Georges, Paris.
- 2005 : Une femme de trop, adaptation de la pièce de Link & Levinson, avec Pascal Brunner, Théâtre Le Temple.
- 1998 : Soleil pour deux, mise en scène de Christian Bujeau ; texte de Pierre Sauvil , Théâtre Montparnasse.
- 1999 : La Surprise, mise en scène d'Annick Blancheteau ; comédie de Pierre Sauvil  ; avec Axelle Abbadie, Gérard Hernandez, Darry Cowl. Théâtre Saint Georges.
- 2011 : Le Clan des héritiers, adaptation de la pièce de Saul O'Hara, mise en scène Jean-Pierre Dravel et Olivier Macé, avec Grace de Capitani.

### Théâtre
- La Surprise. L'Avant-Scène Théâtre no 1060, 12/1998.  (ISBN 2-7498-0475-2)
- Soleil pour deux. L'Avant-Scène Théâtre no 1040, 12/1998.  (ISBN 2-7498-0455-8)
- L'Argent sale ; suivi de Les chauffards. Paris : Éd. Art et comédie, 2000.
- Le lapin aux loukoums. Nice : La Traverse, coll. "Revue théâtrale" no 25, mai 2002.
- Bisou, bisou, Art et Comédie, 2004.
- Ciel, ma femme ! : parodie de vaudeville, Art et Comédie, 2004.
- Sketches en vrac : 6 sketches, Art et Comédie, 2004.
- Un couple inquiétant : suspense abominable. Paris : Éd. Art et comédie, coll. "Côté scène", 2005.
- Une histoire de oufs. Paris : Éd. Art et comédie, coll. "Côté scène", 2010, 72 p.  (ISBN 978-2-84422-778-2)
- Les coups tordus : comédie politiquement incorrecte. Paris : Éd. Art et comédie, coll. "Côté scène", 2012, 76 p.  (ISBN 978-2-84422-844-4)
- Le boa aux fraises ; suivi de La brouette russe : deux comédies désopilantes. Paris : Éd. Art et comédie, coll. "Côté jardin", 2014, 59 p.  (ISBN 978-2-84422-952-6)
- À nos désamours ; suivi de Le Chameau bleu.  Nice : La Traverse, coll. "Revue théâtrale" no 67, 11/2017.

### Romans
- Le Buldozer camelia. Paris : Séguier, coll. "Premières lignes", 04/2001.  (ISBN 9782840492238)
- Une armure de paillettes. Paris : l'Harmattan, coll. "Rue des Écoles. Littérature", 2016, 192 p.  (ISBN 978-2-343-10297-9)
- Les joies de la paresse. Paris : l'Harmattan, coll. "Rue des Écoles. Littérature", 2018, 190 p.  (ISBN 978-2-343-14341-5)